# Versols-et-Lapeyre
Versols-et-Lapeyre (okzitanisch: Verzòls e La Pèira) ist eine französische Gemeinde des Départements Aveyron in der Region Okzitanien (vor 2016: Midi-Pyrénées) mit 419 Einwohnern (Stand: 1. Januar 2022). Administrativ ist sie dem Kanton Saint-Affrique und dem Arrondissement Millau zugeteilt. Die Einwohner werden Lapeyrois und Versoliens genannt.

## Geografie
Versols-et-Lapeyre liegt etwa 25 Kilometer südsüdwestlich von Millau und etwa 59 Kilometer südsüdöstlich von Rodez in der historischen Region der Rouergue. Umgeben wird Versols-et-Lapeyre von den Nachbargemeinden Saint-Affrique im Norden, Saint-Jean-et-Saint-Paul im Nordosten, Saint-Félix-de-Sorgues im Osten und Südosten sowie Gissac im Süden und Westen.

## Bevölkerungsentwicklung
| Jahr                      | 1962 | 1968 | 1975 | 1982 | 1990 | 1999 | 2006 | 2013 |
| ------------------------- | ---- | ---- | ---- | ---- | ---- | ---- | ---- | ---- |
| Einwohner                 | 374  | 310  | 260  | 307  | 340  | 353  | 427  | 452  |
| Quelle: Cassini und INSEE |      |      |      |      |      |      |      |      |

## Sehenswürdigkeiten
- Dolmen
- Kirche Saint-Thomas
- frühere Kirche Saint-Roch aus dem 11. Jahrhundert, seit 1928 Monument historique
- Schloss Versols aus dem 15. Jahrhundert, Monument historique seit 1988
- Burg Montalègre aus dem 13. Jahrhundert, Monument historique seit 1978

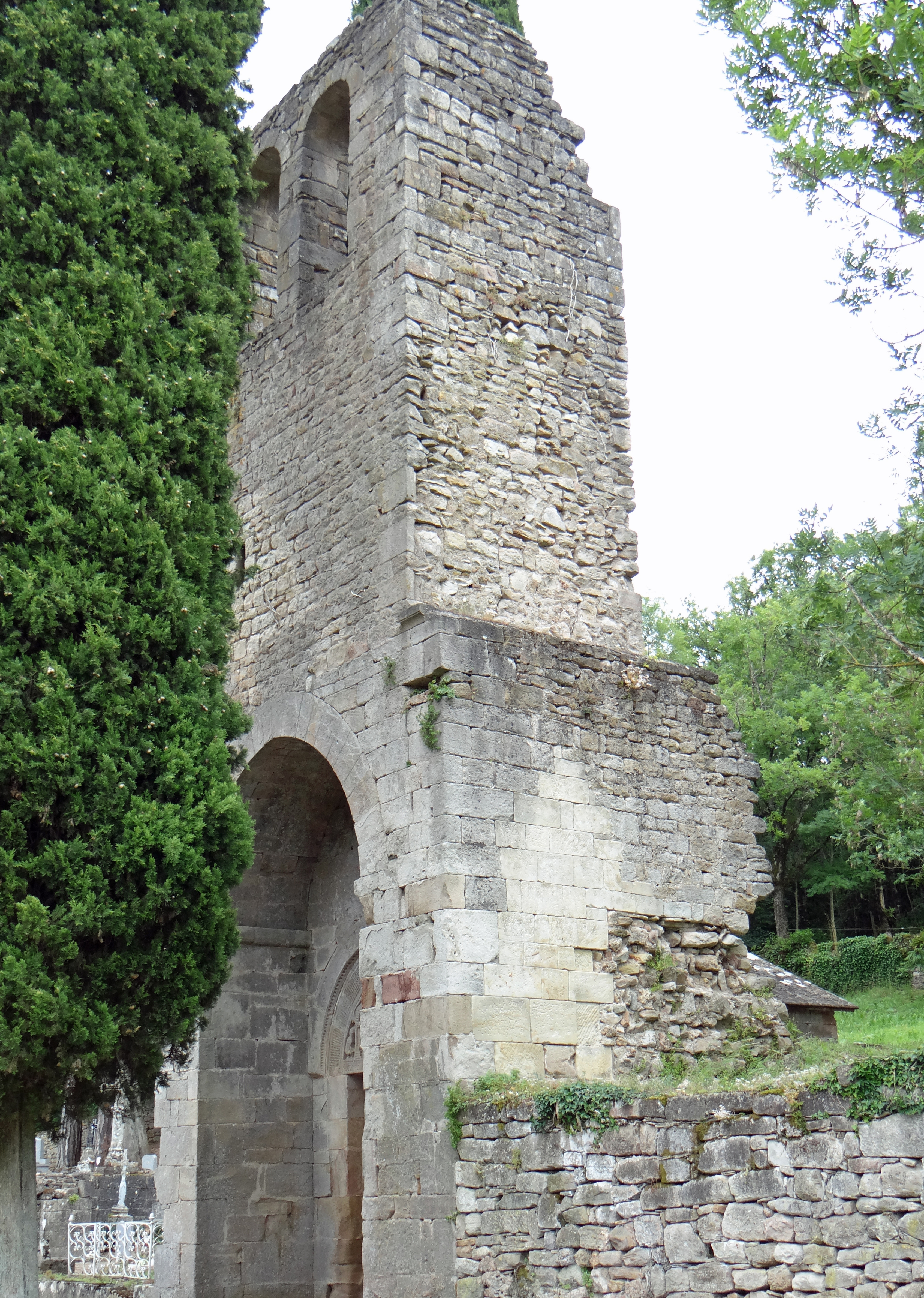
Kirche Saint-Roch
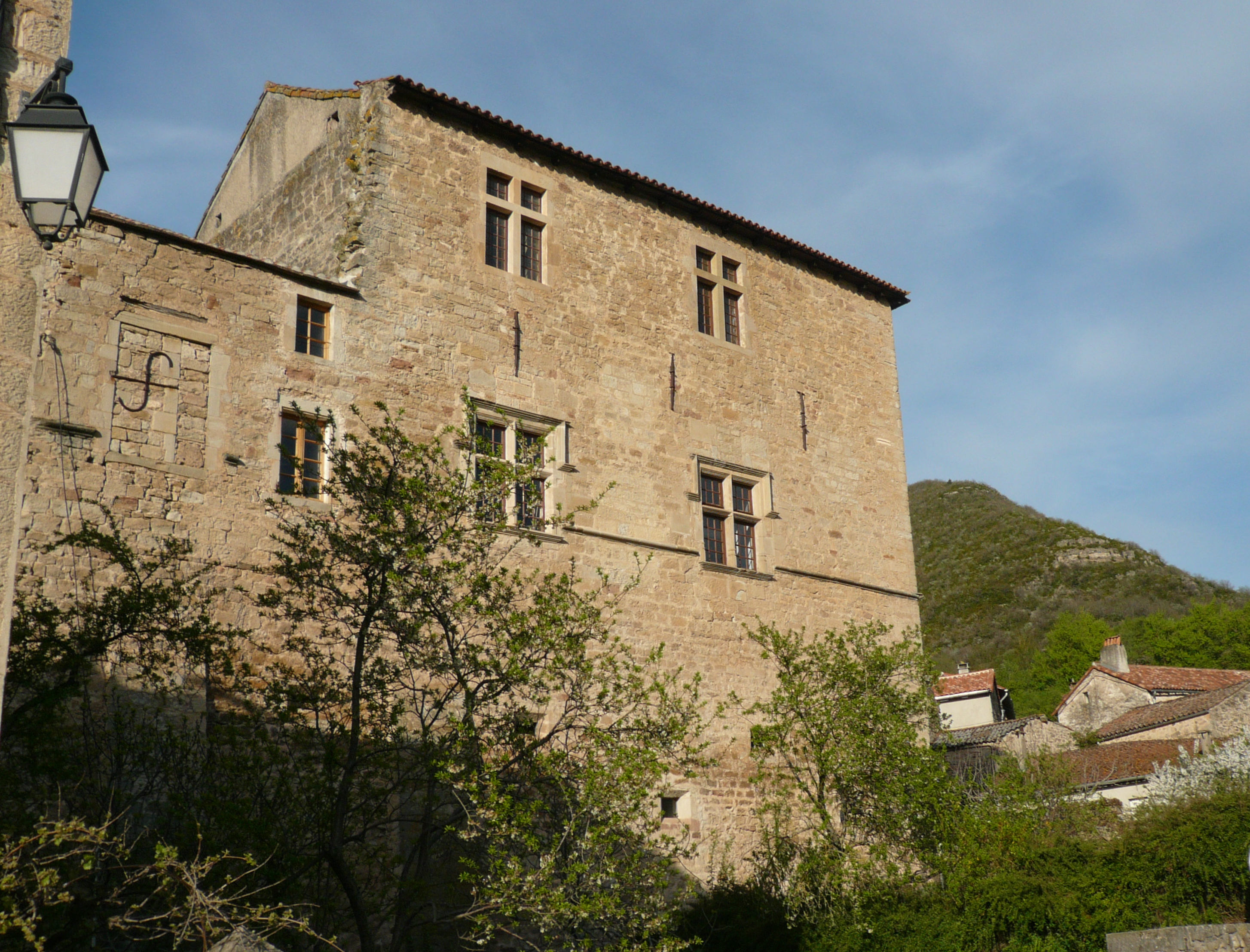
Schloss Versols
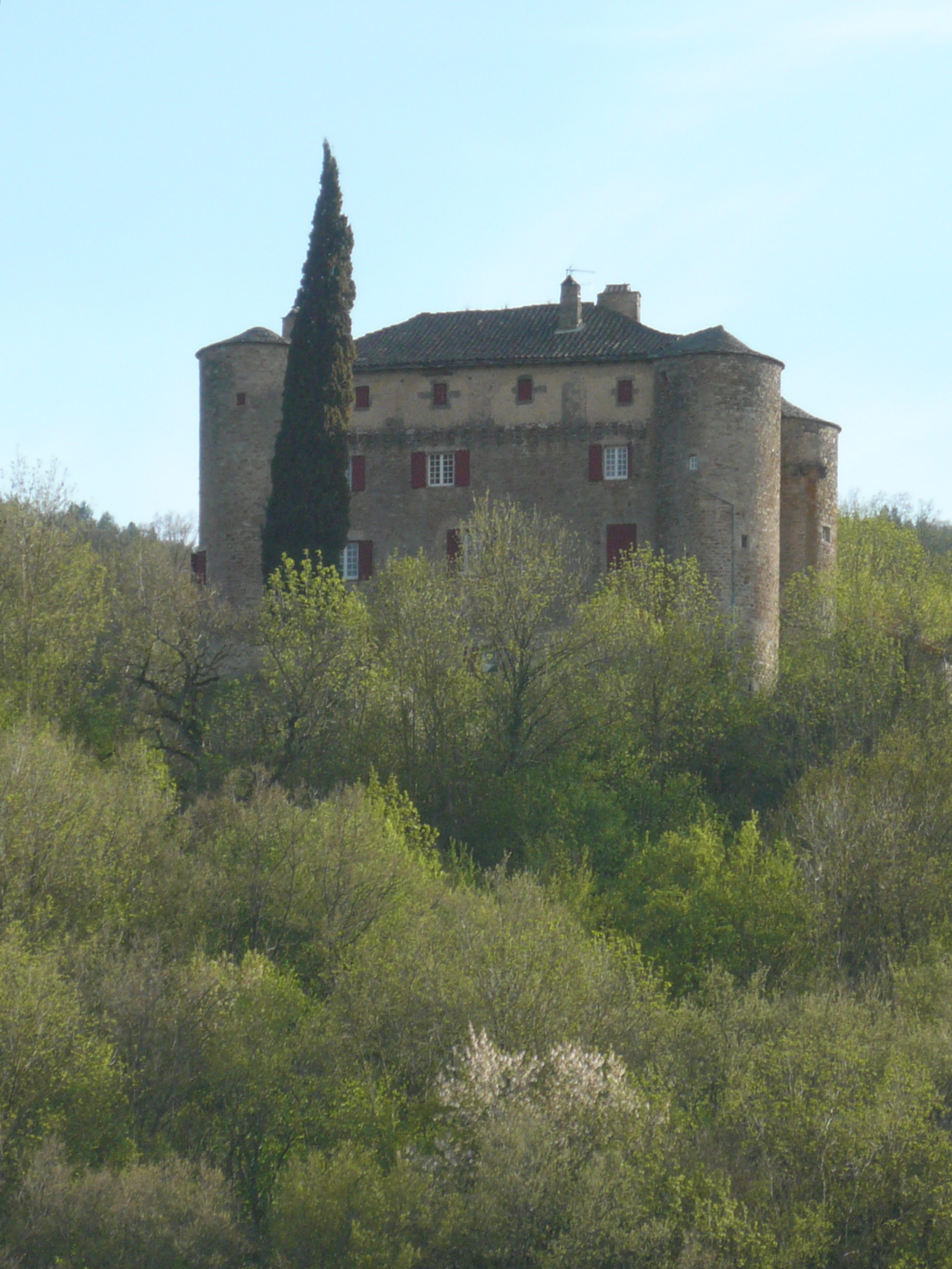
Burg Montalègre